# Гора-Поділ
Гора-Поділ (рос. Гора-Подол) — село у Грайворонському районі Бєлгородської області Російської Федерації.
Населення становить 1862 особи. Входить до складу муніципального утворення Грайворонський міський округ.

## Історія
Населений пункт розташований у східній частині української суцільної етнічної території — східній Слобожанщині.
Згідно із законом від 20 грудня 2004 року № 159 від 1 січня 2006 року до квітня 2018 року органом місцевого самоврядування було Гора-Подільське сільське поселення.
22 травня 2023 року під час російсько-української війни село зайняли підрозділи Легіону «Свобода Росії» та Російського добровольчого корпусу.

## Населення
| 2002 | 2010  |
| ---- | ----- |
| 2097 | ↘1862 |